# Rathaus Brétigny-sur-Orge

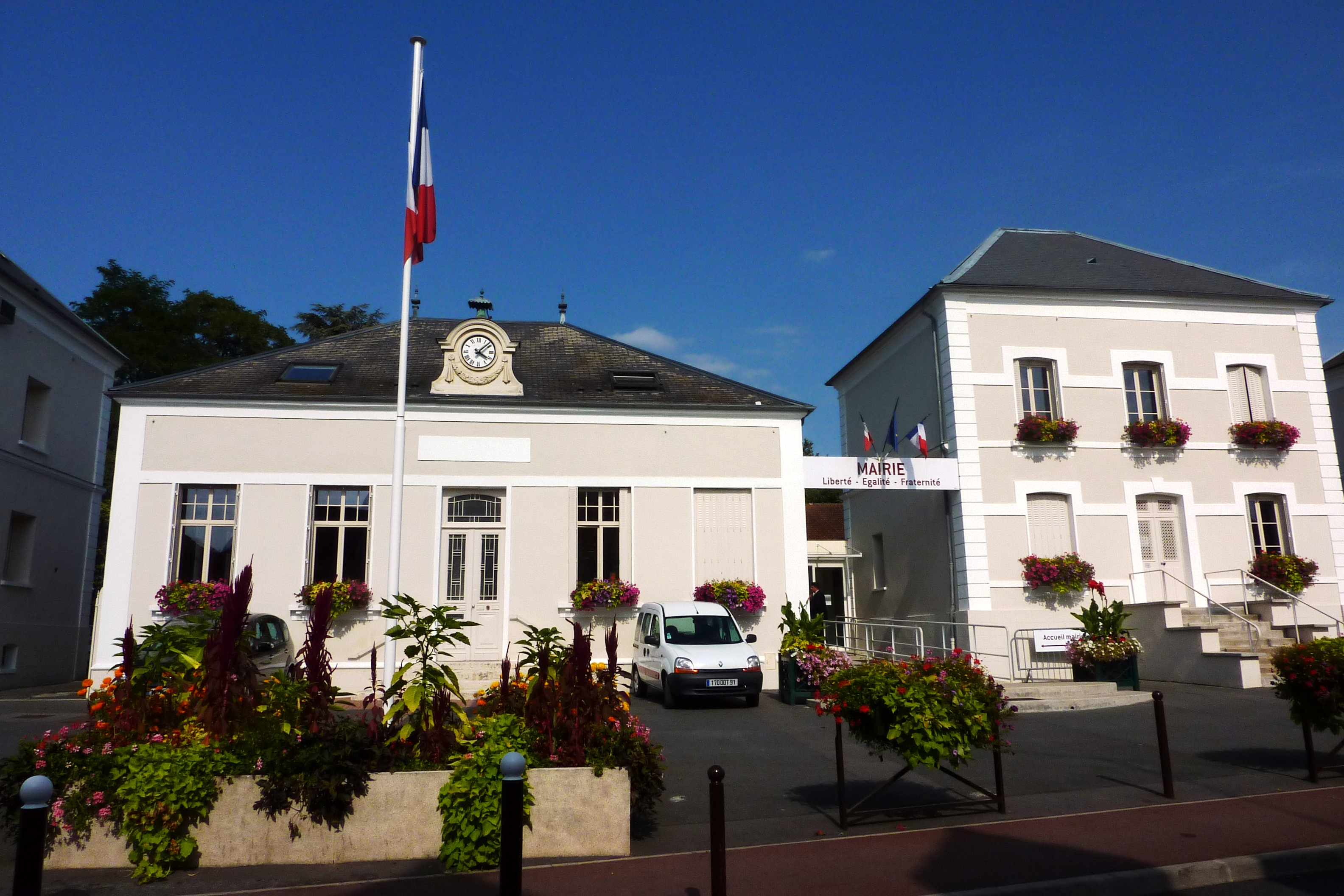
Rathaus in Brétigny-sur-Orge, links Altbau von 1864 und rechts der Erweiterungsbau

Das Rathaus (französisch Mairie) in Brétigny-sur-Orge, einer französischen Gemeinde im Département Essonne in der Region Île-de-France, wurde 1864 errichtet. Das Rathaus an der Rue de la Mairie ist ein zweigeschossiges Gebäude aus Kalkstein.
Im 20. Jahrhundert wurde daneben ein Erweiterungsbau errichtet.